# Semi Radradra
Semi Radradra Turagasoli Waqavatu (13. června 1992, Suva) je ragbista hrající za reprezentaci Fidži a francouzský klub Lyon. Jeho preferované pozice jsou tříčtvrtka a křídlo. V roce 2020 a 2021 byl jako hráč Bristol Bears zvolen do nejlepší sestavy anglické ligy.
Se sedmičkovou reprezentací Fidži se stal olympijským vítězem na LOH 2020. Zúčastnil se MS 2019 a MS 2023. V letech 2013 až 2017 hrál třináctkové ragby, potom přestoupil do patnáctkového klubu Toulon. Za patnáctkovou reprezentaci si premiéru odbyl v červnu 2018 proti Gruzii. Ve stejném roce pomohl Fidži poprvé v historii porazit Francii.
Než se začal živit jako profesionální ragbista, pracoval ve zlatém dole. Je ze sedmi dětí. 